# Isla de Anacoco
Die Isla de Anacoco (spanisch) oder Ankoko Island (englisch) ist eine Flussinsel am Zusammenfluss von Río Cuyuní und Río Venamo. Die Insel ist durch die von Venezuela nicht anerkannte Grenzziehung auf die Staaten Venezuela und Guyana aufgeteilt. De facto steht die gesamte Insel als Teil des Bundesstaats Bolívar unter venezolanischer Verwaltung.

## Beschreibung
Die Insel befindet sich am Zusammenfluss des Río Cuyuní und des Río Venamo. Der Río Cuyuní, ein orografisch linker Zufluss des Essequibo, verzweigt sich an dieser Stelle und formt so eine annähernd rechteckige Insel, von Süden stößt der Grenzfluss Río Venamo hinzu. Ab dem Zusammenfluss bildet der Río Cuyuní die Grenze. Die Insel nimmt eine Fläche von 7 km² ein.
Auf der Insel siedelt keine Zivilbevölkerung, indes ist die Isla de Anacoco Sitz einer venezolanischen Militärbasis.

## Grenzstreitigkeiten
Die Insel wurde in den 1960er Jahren Mittelpunkt von Grenzstreitigkeiten zwischen Venezuela und Guyana. Die Errichtung eines venezolanischen Militärstützpunktes auf guyanischem Hoheitsgebiet am 12. Oktober 1966, also etwa fünf Monate nach Erlangung der Unabhängigkeit von Großbritannien, betrachtete die guyanische Regierung als schwerwiegenden Affront. Präsident Forbes Burnham forderte den unverzüglichen Abzug der venezolanischen Truppen.
Der schon seit dem 18. Jahrhundert schwelende Konflikt um die Grenzziehung fand erst durch eine internationale Schlichtung in Paris sein vorläufiges Ende. Die heutige Grenzziehung wurde am 3. Oktober 1899 in einem Vertragswerk geregelt und von Venezuela akzeptiert. Mit der Besetzung der Insel erklärte die venezolanische Regierung ihn jedoch für nichtig und beanspruchte die gesamte Insel als Teil von Guayana Esequiba für sich. 
Das Ereignis belastet die diplomatischen Beziehungen der beiden Staaten bis heute schwer und immer wieder gibt es militärische Zwischenfälle. Auch heute noch wird die andauernde Besetzung der Insel von guyanischer Seite als Provokation gesehen.